# 維利沙內 (哈爾科夫州)
50°3′14″N 35°53′1″E / 50.05389°N 35.88361°E

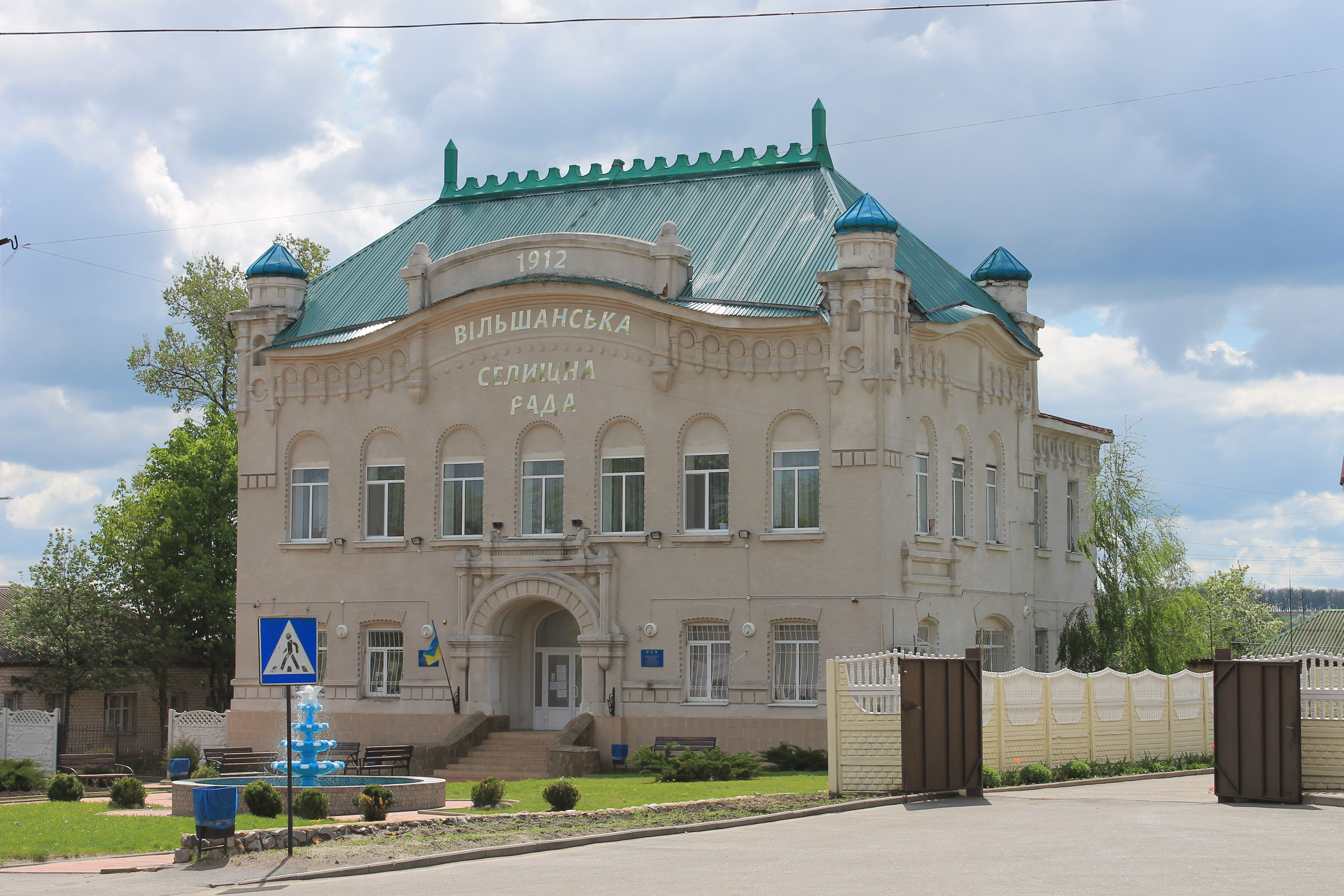
前银行建筑

維利沙內（羅馬化：Bilshany）是烏克蘭東部哈爾科夫州哈爾科夫區索洛尼齐夫卡市镇内的市級鎮。距離州府哈爾科夫28公里，始建於1650年，面積9.9平方公里，海拔高度121米，2001年人口7,252，人口密度每平方公里732.53人。